# La Moncelle
La Moncelle is een voormalige Franse gemeente in het departement Ardennes in de regio Grand Est. De gemeente maakte deel uit van het arrondissement Sedan. La Moncelle is op 1 januari 2024 gefuseerd met de gemeente Bazeilles en is daarvan een commune associée geworden.

## Geografie
De oppervlakte van La Moncelle bedraagt 1,4 km², telt 133 inwoners (2005) en de bevolkingsdichtheid is 95,0 inwoners per km².
De onderstaande kaart toont de ligging van La Moncelle met de belangrijkste infrastructuur en aangrenzende gemeenten.

## Demografie
Onderstaande figuur toont het verloop van het inwonertal.
Vanwege een beveiligingsprobleem met de MediaWiki Graph-software is het momenteel niet mogelijk deze grafiek weer te geven. Zodra de software is bijgewerkt zal de grafiek vanzelf weer zichtbaar worden.

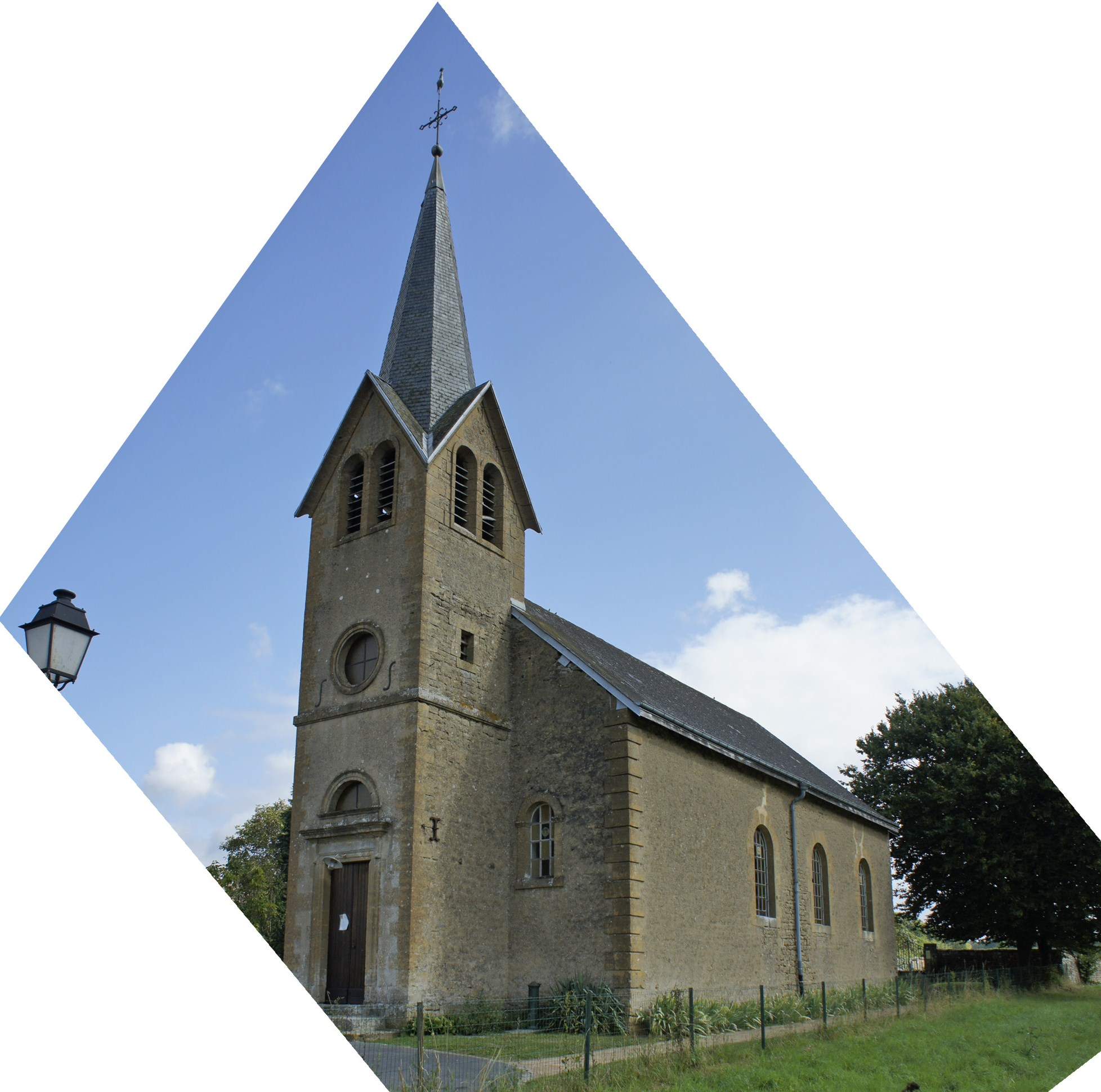
Kerk
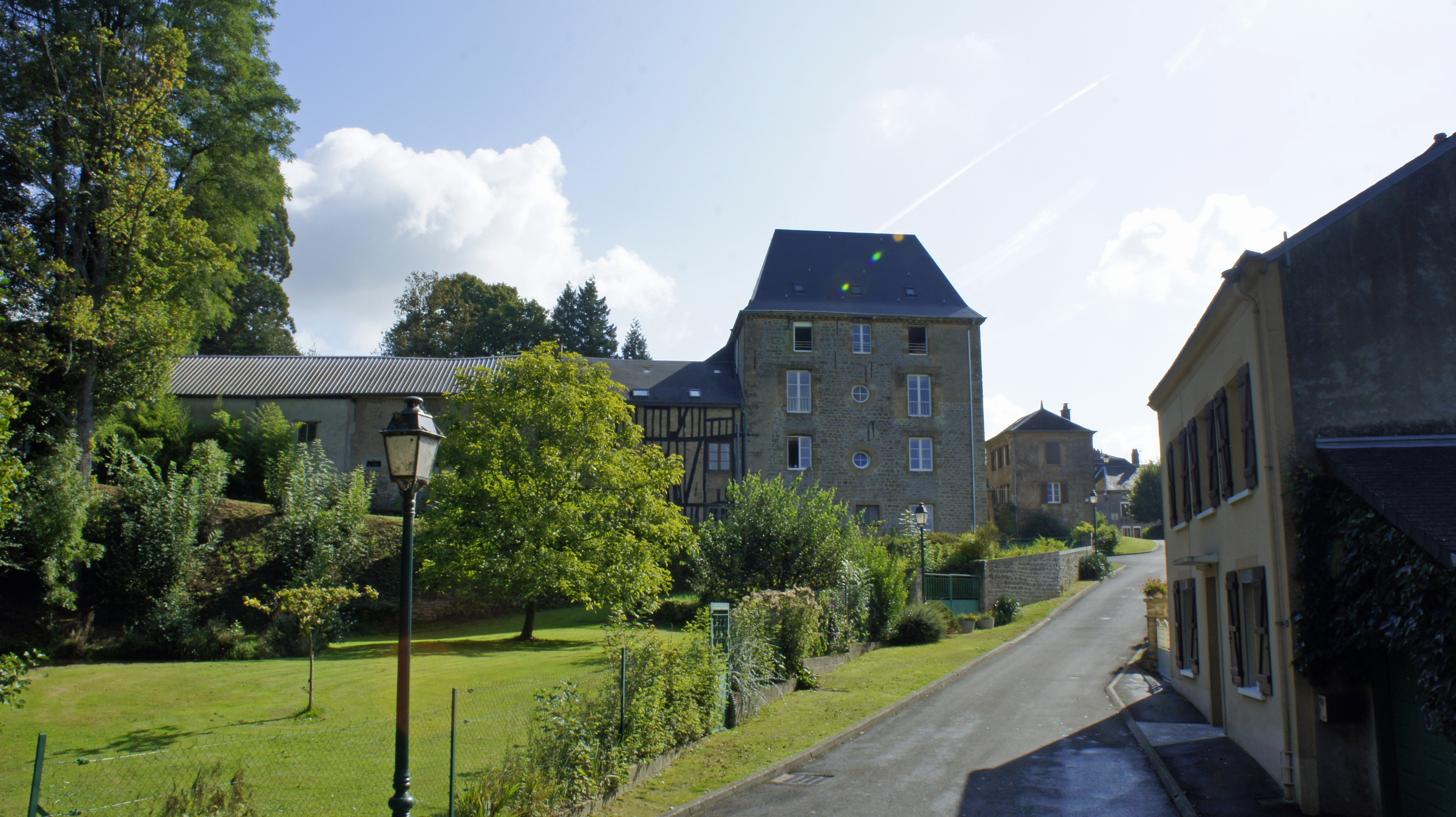
Kasteel
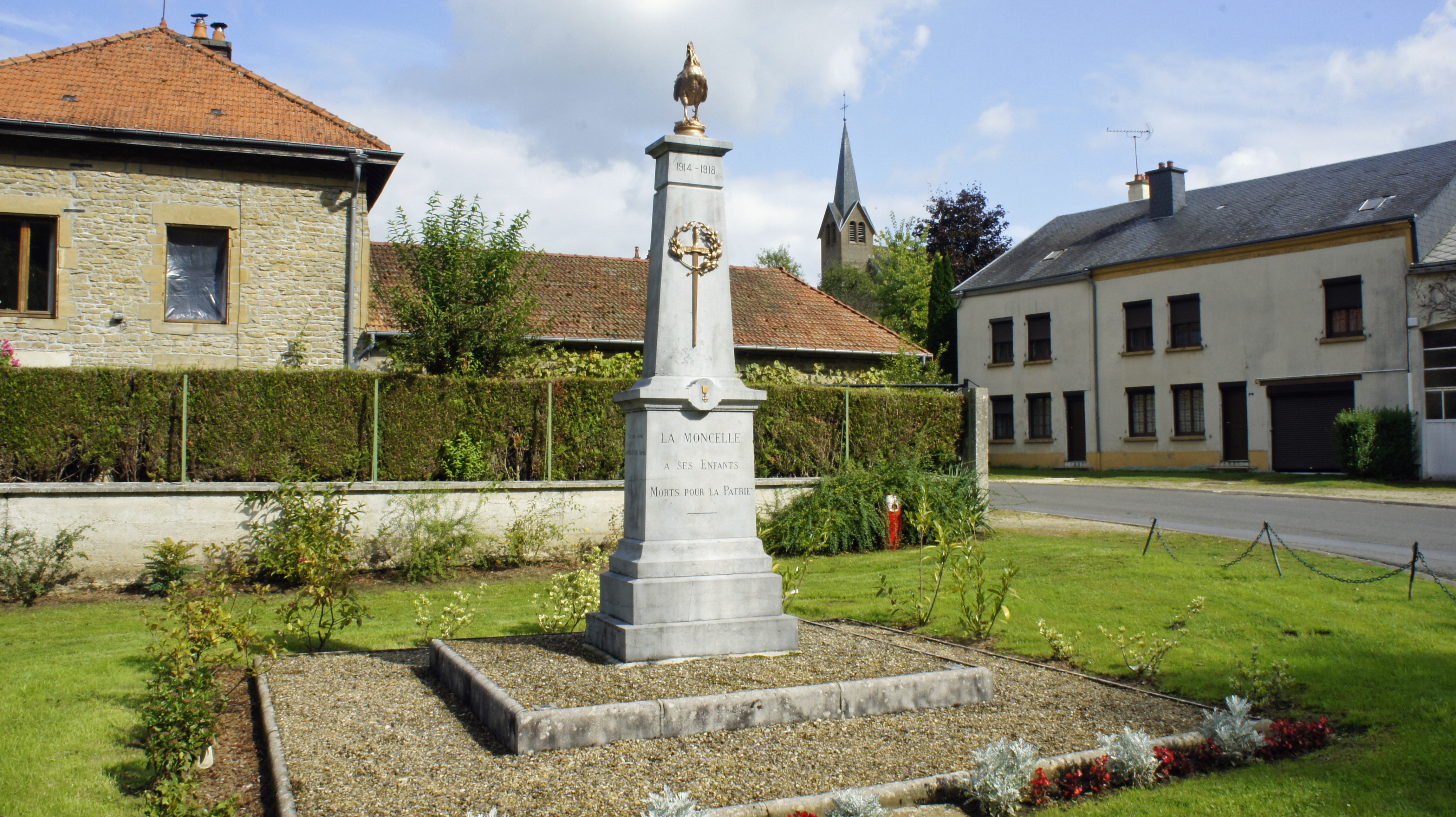
Oorlogsmonument
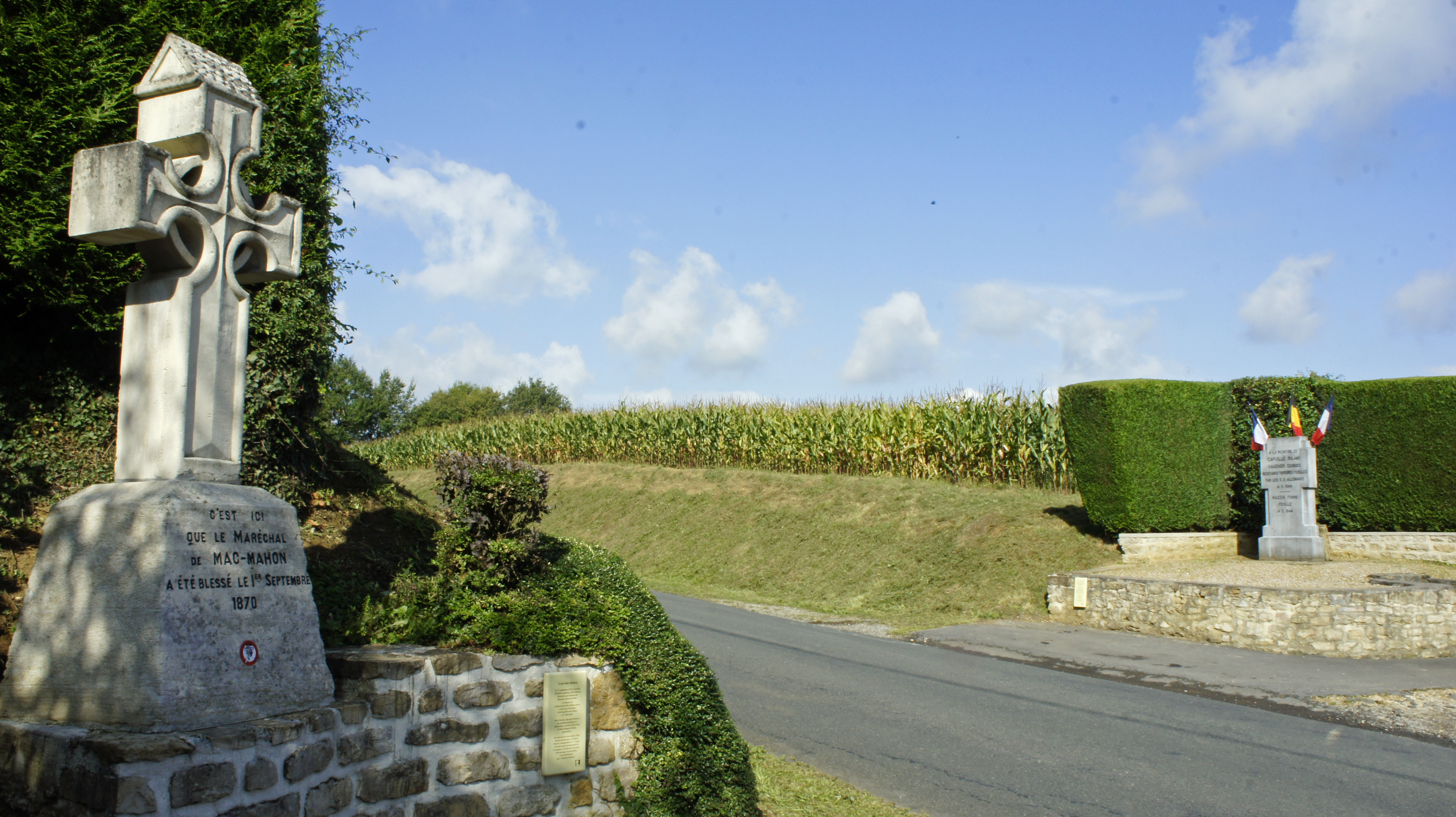
Kruis van Mac Mahon (als herinnering aan de Slag bij Sedan in 1870) en van gefusilleerden (1944)

Bazeilles · Lamécourt · La Moncelle · Rubécourt · Villers-Cernay